# 소울라티도
소울라티도는 대한민국의 음악 그룹이다. 2016년 디지털 싱글 앨범 [목이 쉬도록]으로 데뷔했다.

## 음반
- 목이 쉬도록 (2016)
- 맨투맨 OST Part.9 (2017)
- 맨투맨 OST (2017)
- I Can't Stop (2017)
- 우선순위 (2017)

## 공연
- 케이스타 2018 코리아 뮤직 페스티벌 (2018)